# Busano
Busano là một đô thị ở tỉnh Torino trong vùng Piedmont, có vị trí cách khoảng 30 km về phía bắc của Torino, nước Ý. Tại thời điểm ngày 31 tháng 12 năm 2004, đô thị này có dân số 1.442 người và diện tích là 5,0 km².
Đô thị Busano có các frazioni (các đơn vị trực thuộc, chủ yếu là các làng) Pomata and Grangiasa.
Busano giáp các đô thị: Rivara, San Ponso, Favria, Barbania, Vauda Canavese, Oglianico, Front, và Valperga.